# 호지 (연호)
호지(寶治, 일본어: ほうじ)는 일본의 연호(元号) 중 하나이다.
- 전후 : 간겐(寛元) 이후 - 겐초(建長) 이전.
- 시기 : 1247년 ~ 1248년
- 천황 : 고후카쿠사 천황
- 쇼군 : 가마쿠라 막부의 후지와라노 요리쓰구
- 싯켄 : 호조 도키요리

## 개원(改元)
- 간겐 5년 2월 28일(율리우스력 1247년 4월 5일), 개원.
- 호지 3년 3월 18일(율리우스력 1249년 5월 2일), 겐초로 개원된다.

## 출전
『춘추번로·통국신』의 「氣之清者為精，人之清者為賢，治身者以積精為寶，治國者以積賢為道。」

## 호지 시기에 일어난 일
호지 원년 6월 5일 - 호지 전투(가마쿠라 막부의 내란)

## 서력과의 대조표
| 호지 | 원년   | 2년    | 3년    |
| ---- | ------ | ------ | ------ |
| 서력 | 1247년 | 1248년 | 1249년 |
| 간지 | 정미   | 무신   | 기유   |

## 같이 보기
- 일본의 연호 일람

| 이전 간겐 | 일본의 연호 1247년 ~ 1249년 | 다음 겐초 |